# Grande Giudizio universale
Il Giudizio Universale, anche detto Il grande Giudizio Finale, è un dipinto olio su tela realizzato dall'artista fiammingo Peter Paul Rubens tra il 1614 e il 1617.

## Descrizione
L'opera, che nacque come pala d'altare, fu eseguita su committenza di Wolfgang Wilhelm, Conte del Palatinato-Neuburg, per la chiesa dei Gesuiti di Neuburg. Rubens realizzò nello stesso periodo altre tre pale d'altare per la chiesa dei Gesuiti. Successivamente l'opera fu acquisita nella collezione privata del Principe elettore Giovanni Guglielmo del Palatinato.
L'intera realizzazione risente del clima controriformistico di inizio Seicento, caratterizzato, in campo artistico, dall'ostentata celebrazione della potenza della Chiesa e dalla volontà di censurare le licenze e gli abusi iconografici contrastanti con la dottrina ufficiale.
Nel dipinto è riscontrabile lo sforzo di esaltazione della teologia della resurrezione, con un'attenzione particolare rivolta alla certezza della salvezza dei giusti durante la parusia di Cristo. Questi ultimi, raffigurati nella parte sinistra del dipinto, ascendono al cielo, verso la parte alta della tela, dove il Cristo giudice, sovrastato da Dio e attorniato da Maria e dai santi, compie l'insindacabile ripartizione tra eletti e reprobi.